# Буяновац (община)
Община Буяновац (на сръбски: Општина Бујановац или Opština Bujanovac) е община в Пчински окръг, Югоизточна Сърбия. Заема площ от 461 км2. Административен център на общината е град Буяновац.

## Населени места
В състава на общината има 1 град Буяновац и още 58 села:
| - Баралевац - Биляча - Богдановац - Божиневац - Боровац - Братоселце - Брезница - Бърняре - Бущране - Велики Търновац - Воганце - Върбан - Грамада - Добросин - Долно Ново село - Дрежница - Джорджевац - Жбевац - Жужелица | - Зарбинце - Карадник - Кленике - Клиновац - Кончул - Кошарно - Кършевица - Кущица - Левосое - Летовица - Лопардинце - Лукарце - Лучане - Лилянце - Мали Търновац - Муховац - Неговац - Несалце - Ново село - Осларе | - Претина - Прибовце - Равно Буче - Раковац - Русце - Самолица - Света Петка - Себрат - Сеяце - Спанчевац - Сръбска Куча - Старац - Сухарно - Треяк - Турия - Узово - Чар - Ябланица - Ястребац |

## Население
Населението на община възлиза на 43 302 жители(2002).
- 23 681 (54,69%) – албанци
- 14 782 (34,14%) – сърби
- 3867 (8,93%) – цигани